# Octomeria juncifolia
Octomeria juncifolia är en orkidéart som beskrevs av João Barbosa Rodrigues. Octomeria juncifolia ingår i släktet Octomeria och familjen orkidéer. Inga underarter finns listade i Catalogue of Life.

## Bildgalleri

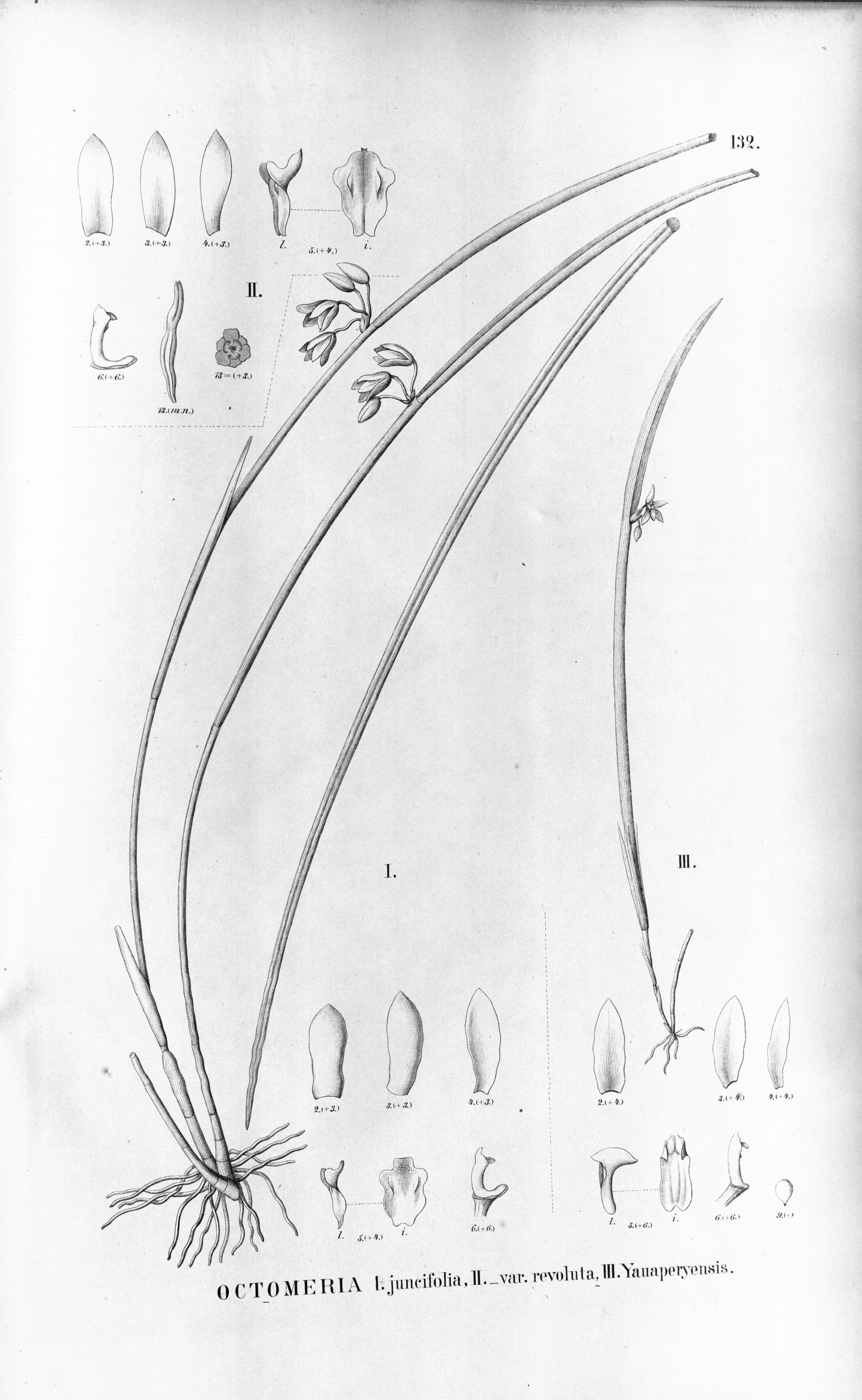